# Hanahan
Hanahan város az USA Dél-Karolina államában, Berkeley megyében. Lakosainak száma 20 325 fő (2020. április 1.).

## Népesség
A település népességének változása:

| 2010 | 17 997 |
| 2020 | 20 325 |